# Vlag van Boortmeerbeek
De vlag van Boortmeerbeek werd door de gemeenteraad op 15 februari 1985 officieel vastgesteld als de gemeentelijke vlag van de Vlaams-Brabantse gemeente Boortmeerbeek. Op 7 oktober 1985 werd hij door het Bestuur van Vlaanderen bevestigd en uiteindelijk gepubliceerd op 8 juli 1986 in het officiële Belgisch Staatsblad.
Officieel wordt de vlag beschreven als:
Drie even hoge banen van rood, van blauw en van geel.
De vlag combineert de kleuren van de onofficiële vlaggen van de voormalige gemeenten Boortmeerbeek (rood-blauw) en Hever (blauw-geel).

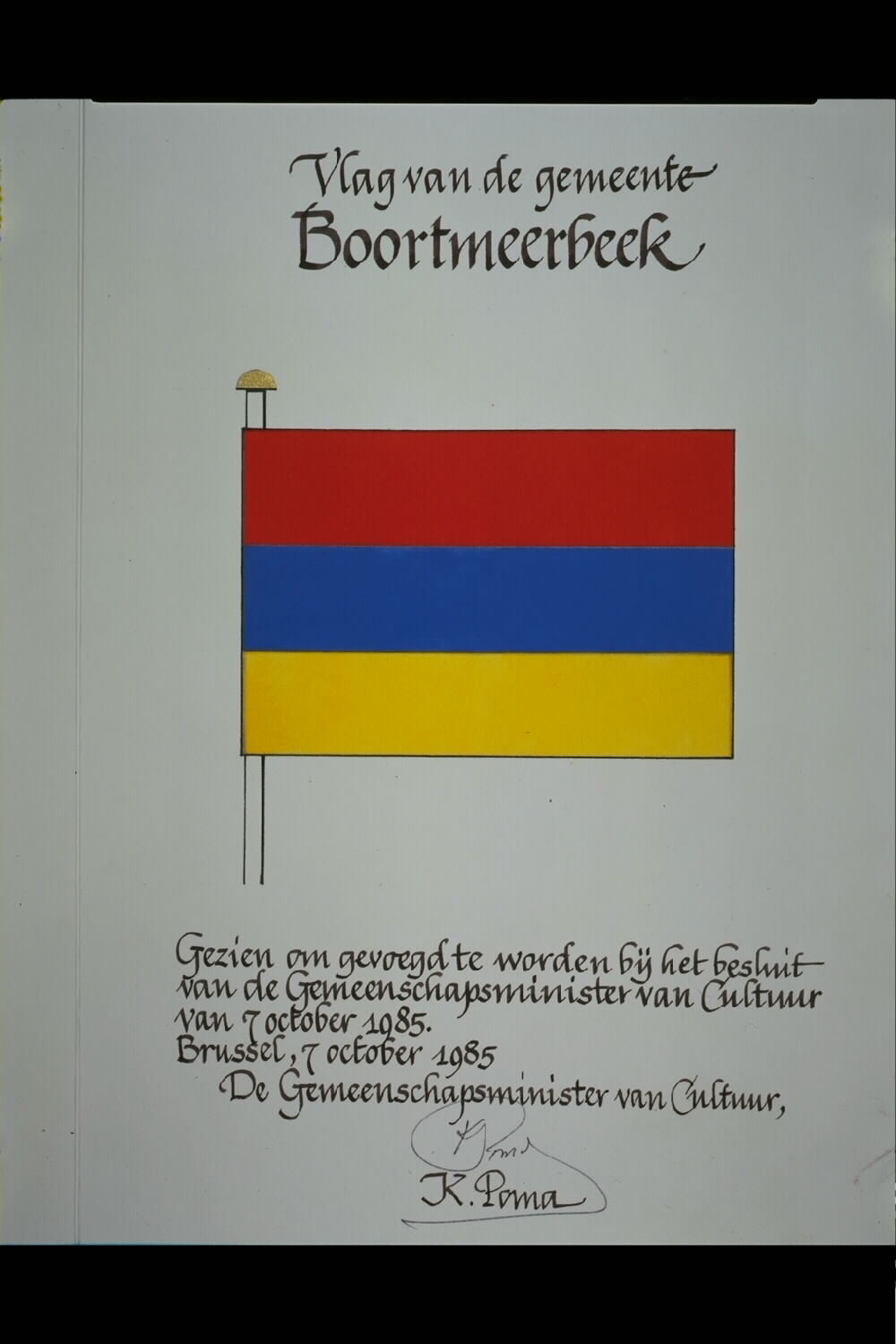
Ontwerp vlag getekend door Karel Poma